# 畑浩治
畑 浩治（はた こうじ、1963年9月28日 - ）は、日本の建設官僚、政治家、行政書士。元衆議院議員（2期）。
国土交通省総合政策局情報企画課課長補佐、都市基盤整備公団公園企画課課長、独立行政法人都市再生機構営業推進室チームリーダー、民主党幹事長補佐、生活の党幹事長代理兼総合政策会議議長などを歴任した。

## 経歴

### 生い立ち
1963年、岩手県久慈市に生まれる。父親は大工であった。1981年、岩手県立盛岡第一高等学校を卒業した。上京して早稲田大学に入学、法学を専攻した。1985年、早稲田大学を卒業した。

### 官界にて
「地域の発展に携わりたい」と考え、1987年に建設省に入省した。建設省の内部部局においては、1992年に道路局の道路総務課にて企画係の係長となり、第11次道路整備5か年計画の策定に携わった。1997年には、建設経済局の国際課にて課長補佐に就任し、建設業の国外展開や国際援助の立案に携わった。地方支分部局においては、近畿地方建設局にて路政課の課長を務めた。在任中に発生した兵庫県南部地震にともない、阪神・淡路大震災が引き起こされた。これを受け、震災によって被害を受けた道路の復興事業に携わった。また、建設省以外の中央省庁にも出向した経験を持ち、国土庁においては、土地局の土地利用調整課にて係長を務め、投機的な土地取引を抑制を図るため、国土利用計画法改正に携わった。1995年には、計画・調整局の総務課にて課長補佐に就任し、新しい全国総合開発計画の策定に携わった。また、外務省においては、1998年より在ドイツ日本国大使館にて一等書記官を務め、建設アタッシェとしてドイツの首都機能移転を調査するとともに、第25回主要国首脳会議の運営に携わった。
2001年、中央省庁再編にともない、建設省は他の省庁と統合・再編され、新たに国土交通省が発足した。国土交通省の内部部局においては、同年より総合政策局の情報企画課にて課長補佐を務めた。同年、特殊法人である都市基盤整備公団に出向し、公園企画課の課長に就任し、公園整備事業に携わった。同時に、新法人設立準備室にて課長を兼務し、特殊法人の整理・合理化を目指して都市再生機構法案の立案や都市再生機構の設立業務に携わった。この都市再生機構法案が可決・成立したことにともない、2004年、都市基盤整備公団は他の特殊法人と統合・再編され、新たに独立行政法人として都市再生機構が発足した。同年、都市再生機構の営業推進室にてチームリーダーに就任した。2005年、国土交通省を退職した。

### 政界にて
2005年、第44回衆議院議員総選挙にて、岩手2区から民主党公認で出馬した。しかし、自由民主党の鈴木俊一に約2万票差で敗れた。重複立候補していた比例東北ブロックでは次点で、比例復活もならず落選した。2009年、第45回衆議院議員総選挙では前回敗れた鈴木を破り、初当選を果たした。衆議院では、国土交通委員会理事、内閣委員会委員、東日本大震災復興特別委員会理事を務めた。民主党では、幹事長補佐（政策担当）、仮設住宅等生活支援対策チーム事務局次長、岩手県総支部連合会副代表などを歴任した。
2012年の消費増税をめぐる政局では、野田内閣による消費増税法案の閣議決定に抗議して党幹事長補佐の辞表を提出し、4月23日の党役員会で受理された。6月26日の衆議院本会議で行われた消費増税法案の採決では、党の賛成方針に反して反対票を投じた。7月2日には山岡賢次らを介して離党届が提出された。民主党は7月3日の常任幹事会で離党届を受理せず除籍処分とする方針を決定し、7月9日の常任幹事会で正式決定した。
同年7月11日に国民の生活が第一に参加した。同年11月、消費税増税・TPP参加阻止、卒原発と復興加速を掲げて結成された日本未来の党に参加した。結党直後に行われた第46回衆議院議員総選挙では、前回と同じ岩手2区から出馬した。前回下した鈴木に敗れたが、比例東北ブロックで復活当選した。
2013年8月2日、生活の党幹事長代理に就任した。また、他党では政務調査会にあたる総合政策会議の議長も兼務することとなった。その後、生活の党の総合政策会議は政策審議会に改組され、その長の役職名も議長から会長となった。
2014年、第47回衆議院議員総選挙では自民党の鈴木に敗れ、比例復活ならず落選した。
2016年、次期衆議院選挙において岩手2区から民進党の公認内定を受けたが、民進党が希望の党への合流方針をとって衆院選で公認候補を出さないことになったため、2017年の第48回衆議院議員総選挙では希望の党から出馬するが鈴木に敗れ、比例復活ならず落選（惜敗率76.1％）。
2019年5月、株式会社アップル顧問に就任。7月、行政書士登録し、事務所を開業したことを発表した。

## 政策・主張
議員立法
衆議院においては議員立法に積極的にかかわっている。第186回国会においては、11件の議員立法にて発議者となっており、全ての国会議員のなかで最多となった。また、前国会に比べ、議員立法提案数が最も増加した国会議員にもなっている。調査を実施した中央大学特任准教授の高橋亮平は、議員立法提案数が増加した議員を「成長議員」と位置づけており「議会の活性化という側面から考えれば、是非、こうした、国会内での活動を活性化させた『急成長議員』にも目を向けてもらいたいと思う」と評している。
社会資本の整備
格差是正へ高速道路の無料化と社会資本整備を実現するとしている。具体的には、地域資源を活かす起爆剤として高速道路無料化に取り組むとしている。また、地域の社会資本整備に知識・経験・人脈を活かし全力で取り組むとしている。
農林水産業の振興
魅力あふれる農林水産業を確立するとしている。具体的には、全ての販売農家に直接所得補償をする制度を確立し、農村の活性化と食料自給率の向上を図るとしている。また、林業・木材関連産業の活性化、資源管理型漁業の振興及び戸別所得補償制度の確立を目指すとしている。
社会保障の充実
全世帯が安心して暮らせる社会の確立を目指すとしている。具体的には、一元化された基礎年金制度などの安心できる年金・医療・介護制度の確立を図るとしている。また、子ども手当の充実により子育ての負担軽減を図るとしている。
地方自治の改革
抜本的地方分権の実施と確立を目指すとしている。具体的には、限られた財政資金を地域に最も有効に活用するために、ひも付き補助金から自由な一括交付金への転換を推進するとしている。また、中央と地方の税源配分を抜本的に見直すことにより真の地方分権を図るとしている。
選択的夫婦別姓
選択的夫婦別姓制度導入に、2014年の調査では、どちらかというと賛成、2017年の調査では、賛成、としている。

## エピソード
- 2014年、議員立法発議数が全議員中最も多い、11件だった[26][27]。
- 産経新聞の報道によると、2009年12月20日、岩手県選出衆議院議員であり民主党幹事長でもある小沢一郎が政権交代後初めて地元の盛岡市に帰った際にホテルで開かれた「小沢幹事長を囲む民主党躍進パーティー」で、「（自民党が占めていた）岩手2区をとって小沢王国が完成した。しっかりと国会で仕事をして小沢帝国を目指します」と発言した[28]。

## 略歴
- 1963年 - 岩手県久慈市にて誕生。
- 1981年 - 岩手県立盛岡第一高等学校卒業。
- 1985年 - 早稲田大学法学部卒業。
- 1987年 - 建設省入省。
- 1992年 - 建設省道路局道路総務課企画係係長。
- 1995年 - 国土庁計画・調整局総務課課長補佐。
- 1997年 - 建設省建設経済局国際課課長補佐。
- 1998年 - 在ドイツ大使館一等書記官。
- 2001年 - 国土交通省総合政策局情報企画課課長補佐。
- 2001年 - 都市基盤整備公団公園企画課課長。
- 2001年 - 都市基盤整備公団新法人設立準備室課長。
- 2004年 - 都市再生機構営業推進室チームリーダー。
- 2005年 - 国土交通省退職。
- 2005年 - 第44回衆議院議員総選挙落選。
- 2009年 - 第45回衆議院議員総選挙当選（1期目）。
- 2012年 - 第46回衆議院議員総選挙当選（2期目）。
- 2013年 - 生活の党幹事長代理。
- 2013年 - 生活の党総合政策会議議長。
- 2014年 - 第47回衆議院議員総選挙落選。
- 2017年 - 第48回衆議院議員総選挙落選。